# Mico acariensis
El tití del Río Acarí (Mico acariensis) es una especie de primate platirrino de la familia Callitrichidae que habita en Brasil.
Como el nombre lo sugiere, esta especie se ha expandido desde la orilla oeste del río Acarí hasta los ríos Aripuana y Juruena. Prefiere los campos de árboles frutales y campos de plantación de yuca.